# Jensensche Ungleichung
Die jensensche Ungleichung ist eine elementare Ungleichung für konvexe und konkave Funktionen. Sie ist wegen ihrer Allgemeinheit Grundlage vieler bedeutender Ungleichungen, vor allem in der Analysis und Informationstheorie. Die Ungleichung ist nach dem dänischen Mathematiker Johan Ludwig Jensen benannt, der sie am 17. Januar 1905 bei einer Konferenz der Dänischen Mathematischen Gesellschaft präsentierte. Unter etwas anderen Voraussetzungen findet sie sich bereits 1889 bei Otto Hölder.
Die jensensche Ungleichung besagt, dass der Funktionswert einer konvexen Funktion an einer endlichen Konvexkombination von Stützstellen stets kleiner oder gleich einer endlichen Konvexkombination von den Funktionswerten der Stützstellen ist. Dies bedeutet insbesondere, dass das gewichtete arithmetische Mittel der Funktionswerte an n Stellen größer oder gleich dem Funktionswert am Mittel dieser n Stellen ist. Für lineare Funktionen gilt stets Gleichheit.

## Satz
Für eine konvexe Funktion {\displaystyle f\;} und für nichtnegative {\displaystyle \lambda _{i}\;} mit {\displaystyle \sum _{i=1}^{n}\lambda _{i}=1} gilt:
{\displaystyle f\left(\sum _{i=1}^{n}\lambda _{i}x_{i}\right)\leq \sum _{i=1}^{n}\lambda _{i}f\left(x_{i}\right).}

### Beweis per Induktion
Verwendet man die heute übliche Definition von konvex, dass
{\displaystyle f(\lambda x+(1-\lambda )y)\leq \lambda f(x)+(1-\lambda )f(y)}
für alle reellen {\displaystyle \lambda } zwischen 0 und 1 gelte, so ergibt sich die jensensche Ungleichung durch vollständige Induktion über die Anzahl der Stützstellen.

### Beweis von Hölder
Hölder verwendete den Begriff konvex noch nicht und zeigte, dass aus {\displaystyle f''\geq 0} bzw. {\displaystyle f'\;} monoton steigend die Ungleichung
{\displaystyle f\left({\frac {\sum _{i=1}^{n}a_{i}x_{i}}{\sum _{i=1}^{n}a_{i}}}\right)\leq {\frac {\sum _{i=1}^{n}a_{i}f\left(x_{i}\right)}{\sum _{i=1}^{n}a_{i}}}}
für positive {\displaystyle a_{i}\;} folgt, wobei er dies im Wesentlichen mit dem Mittelwertsatz der Differentialrechnung bewies.

### Beweis von Jensen
Jensen ging von der schwächeren Definition
{\displaystyle f\left({\frac {x+y}{2}}\right)\leq {\frac {f(x)+f(y)}{2}}}
aus und zeigte unter ausdrücklichem Verweis auf den cauchyschen Beweis der Ungleichung vom arithmetischen und geometrischen Mittel mit Vorwärts-Rückwärts-Induktion, dass daraus die Beziehung
{\displaystyle f\left({\frac {\sum _{i=1}^{n}x_{i}}{n}}\right)\leq {\frac {\sum _{i=1}^{n}f\left(x_{i}\right)}{n}}}
für beliebige natürliche Zahlen {\displaystyle n\;} folgt. Daraus folgerte er dann weiter, dass
{\displaystyle f\left({\frac {\sum _{i=1}^{n}k_{i}x_{i}}{\sum _{i=1}^{n}k_{i}}}\right)\leq {\frac {\sum _{i=1}^{n}k_{i}f\left(x_{i}\right)}{\sum _{i=1}^{n}k_{i}}}}
für natürliche Zahlen {\displaystyle k_{i}\;} und somit
{\displaystyle f\left(\sum _{i=1}^{n}\lambda _{i}x_{i}\right)\leq \sum _{i=1}^{n}\lambda _{i}f\left(x_{i}\right)}
für beliebige rationale und, sofern {\displaystyle f\;} stetig ist, auch reelle Zahlen {\displaystyle \lambda _{i}\;} zwischen 0 und 1 mit {\displaystyle \sum _{i=1}^{n}\lambda _{i}=1} gilt.

## Varianten
- Da für konkave Funktionen {\displaystyle f\;} die Funktion {\displaystyle -f\;} konvex ist, gilt für konkave Funktionen die jensensche Ungleichung in umgekehrter Richtung, d. h., für jede konkave Funktion {\displaystyle f\;} und für positive {\displaystyle \lambda _{i}\;} mit {\displaystyle \sum _{i=1}^{n}\lambda _{i}=1} gilt:

{\displaystyle f\left(\sum _{i=1}^{n}\lambda _{i}x_{i}\right)\geq \sum _{i=1}^{n}\lambda _{i}f(x_{i}).}
- Die stetige Variante der jensenschen Ungleichung für eine im Bild von {\displaystyle y\colon [a,b]\to \mathbb {R} } konvexe Funktion {\displaystyle f\;} lautet

{\displaystyle f\left({\frac {1}{b-a}}\int _{a}^{b}y(x)\ \mathrm {d} x\right)\leq {\frac {1}{b-a}}\int _{a}^{b}f\left(y(x)\right)\ \mathrm {d} x.}
- Die stetige und die diskrete Variante lässt sich in der maßtheoretischen Variante zusammenfassen: Ist {\displaystyle \left(\Omega ,A,\mu \right)} Maßraum mit {\displaystyle \mu (\Omega )=1\;} und ist {\displaystyle y\;} eine μ-integrierbare reellwertige Funktion, so gilt für jede im Bild von {\displaystyle y\;} konvexe Funktion {\displaystyle f\;}

{\displaystyle f\left(\int _{\Omega }y\ \mathrm {d} \mu \right)\leq \int _{\Omega }f\circ y\ \mathrm {d} \mu .}
- Die jensensche Ungleichung ist z. B. für Erwartungswerte anwendbar. Ist {\displaystyle f\;} konvex und {\displaystyle X\;} eine integrierbare Zufallsvariable, dann gilt

{\displaystyle f(\operatorname {E} (X))\leq \operatorname {E} (f(X)).}
Jensen's Ungleichung gilt auch für den bedingten Erwartungswert
{\displaystyle f(\operatorname {E} [X\mid {\mathcal {G}}])\leq \operatorname {E} [f(X)\mid {\mathcal {G}}].}

## Anwendungen
Die jensensche Ungleichung lässt sich beispielsweise zum Beweis der Ungleichung vom arithmetischen und geometrischen Mittel und der Ky-Fan-Ungleichung verwenden. Die Variante für Erwartungswerte dient in der Stochastik zur Abschätzung von bestimmten Zufallsgrößen.

## Umkehrung
Die Aussage der maßtheoretischen Variante der jensenschen Ungleichung lässt sich im folgenden Sinne umkehren:
Sei {\displaystyle f\colon \mathbb {R} \to \mathbb {R} } eine reelle Funktion derart, dass für jede beschränkte (Lebesgue-)messbare Funktion {\displaystyle y\colon [0,1]\to \mathbb {R} } gilt
{\displaystyle f\left(\int _{0}^{1}y\ \mathrm {d} x\right)\leq \int _{0}^{1}f\circ y\ \mathrm {d} x},
dann ist {\displaystyle f} konvex.